# Klaus von Ploetz
Klaus von Ploetz (* 9. Januar 1950 in Bad Pyrmont) ist ein deutscher Psychotherapeut, Psychiater, Neurologe und Philosoph.

## Leben
Von Ploetz besuchte die Waldorfschule und studierte nach dem Abitur im Doppelstudium Medizin und Philosophie in Tübingen bei Ernst Bloch sowie in Aachen, Heidelberg und Berlin. Er wurde an der Universität Heidelberg im Fach Philosophie (über Ludwig Feuerbach) sowie an der Universität Bayreuth in Geschichte der Medizin (über Michel Foucault) promoviert. Außerdem war er Gaststudent an der Stuttgarter Kunstakademie bei Hans von Stockhausen und Johannes Hewel.
Es folgten Tätigkeiten als Hafenarbeiter in New Orleans, Arzt bei den Flying Doctors of South Australia und als Mitarbeiter in der Free-Clinic Heidelberg. Ploetz absolvierte eine  Facharztausbildung in Neurologie und Psychiatrie, Kinder - und Jugendpsychiatrie sowie psychotherapeutischer Medizin und eine psychotherapeutische Ausbildung in Transaktionsanalyse, Systemischer Familientherapie (Internationale Gesellschaft für Systemische Therapie in Heidelberg) und Psychoanalyse. Er wurde Mitglied in der OPD-Arbeitsgruppe und arbeitete als Privatdozent an der Sigmund Freud Privatuniversität Berlin.
Später wirkte Ploetz als Oberarzt in der Psychosomatischen Klinik Bad Herrenalb, als Chefarzt in der Fachklinik am Kyffhäuser und dann als Chefarzt in der Psychosomatischen Klinik Bad Herrenalb.
Seit 1982 verfasste er mehrere wissenschaftliche Arbeiten und Veröffentlichungen über psychotherapeutische und philosophische Themen.

## Publikationen (Auswahl)
- Ideologische Aspekte in der Auffassung des Wahnsinns bei Michel Foucault. Dissertation, Universität Heidelberg 1980.
- Kritik und Sinnlichkeit bei Ludwig Feuerbach. Dissertation, Universität Bayreuth, 1992.
- Krankheit als Grenzbeziehung. Tonkassette. Audeo-Verlag Müller, Wiesbaden 1999, ISBN 3-934265-23-5.
- Hermeneutik. Die Verbindung zwischen Psychologie und Philosophie. Müller, Wiesbaden 2002, ISBN 3-934265-91-X.
- als Hrsg.: Arbeit für die Psychotherapie. Wie können die Störungen in der Arbeit ein Anliegen für die Psychotherapie werden? Müller, Wiesbaden 2002, ISBN 3-934265-98-7.
- Sucht im Sinn. Die Bedeutung der Sinnfrage in der Therapie von Abhängigkeitserkrankungen. Verlag Neuland, Geesthacht 2008, ISBN 978-3-87581-268-8.
- Systemische Körpertherapie. Tattva Viveka Edition, Bensheim 2010, ISBN 978-3-9804144-7-0.
- Parflexion. Ein Brevier um Veränderung. Tattva Viveka Edition, Berlin 2017, ISBN 978-3-945129-11-1.